# Renaldo Nehemiah
Pour les articles homonymes, voir Nehemiah.
Renaldo Nehemiah, né le 24 mars 1959 à Newark dans le New Jersey, est un athlète américain spécialiste du 110 m haies. Premier homme à courir en dessous des 13 secondes, il a amélioré à trois reprises le record du monde de la discipline, et a été meilleur performeur mondial de 1978 à 1981. Sollicité par les 49ers de San Francisco en 1982, il participe à plusieurs éditions du championnat de football américain avant de reprendre les compétitions d'athlétisme en 1986.

## Carrière sportive

### Athlétisme
Renaldo Nehemiah s'illustre lors des championnats universitaires américains de 1978 à Eugene en améliorant le record du monde junior du 110 m haies en 13 s 27, se classant deuxième de la finale derrière son compatriote Greg Foster. Vainqueur du titre national deux semaines plus tard, il réalise lors de sa tournée européenne plusieurs chronomètres au-dessous des 13 s 30, et améliore son propre record en 13 s 23 lors du meeting de Zurich. Le 14 avril 1979, lors du meeting de San José en Californie, Nehemiah améliore en 13 s 16 le record du monde senior du 110 mètres haies détenu depuis 1977 par le Cubain Alejandro Casañas, et récidive quelques jours plus tard sur la piste de l'Université de Californie à Westwood en signant le temps de 13 s 0 avec une légère aide du vent (0,90 m/s). Il ne subit qu'une seule défaite durant la saison 1979, et remporte notamment la finale des Jeux panaméricains à San Juan (Porto Rico). En 1980, l'Américain réalise 13 s 21 à Zurich, mais ne participe pas aux Jeux olympiques de Moscou en raison du boycott décidé par le gouvernement américain.
En début de saison 1981, Nehemiah est victime d'un claquage qui le tient éloigné des pistes durant près de quatre mois. Absent des Championnats des États-Unis, il fait son retour lors de sa tournée estivale européenne. Le 19 août 1981, lors du meeting de Zurich, il devient le premier homme à courir un 110 m haies en moins de 13 secondes. À la lutte avec Greg Foster, son plus redoutable adversaire, Renaldo Nehemiah remporte facilement la course en 12 s 93 (vent défavorable de 0,2 m/s), devançant Foster de près d'un mètre. Il enchaîne peu après une série de chronomètres remarquables : 13 s 04 à Coblence, puis 13 s 07 à Cologne et à Bruxelles, avant de réaliser de nouveau 13 s 00 lors du meeting de Syracuse.

### Football américain
En avril 1982, Nehemiah surprend le monde de l'athlétisme en décidant de rejoindre l'équipe de football américain des 49ers de San Francisco. La franchise américaine lui propose en effet un contrat de 4 ans et un salaire de 3 millions de francs, conditions financières contrastant avec le statut du strict amateurisme en vigueur en athlétisme. L'américain évolue au poste de receveur. Durant ses trois années de football américain, il captera 43 passes pour 754 yardz, marquera 4 touchdowns et participera à la saison victorieuse des FortyNiners dans le Super Bowl de 1984. Sa carrière dans le football américain n'étant pas aussi prometteuse que prévu, son contrat n'est pas renouvelé au terme de la saison 1984.

### Retour à l'athlétisme
En 1985, Nehemiah négocie avec l'IAAF sa réintégration dans le circuit mondial de l'athlétisme, et fait son retour en août 1986 à Viareggio en réalisant un temps de 13 s 48. Victime d'un nouveau claquage, il est contraint de mettre prématurément un terme à sa saison. L'année suivante, Nehemiah se fixe comme objectif de participer à ses premiers Jeux olympiques, à Séoul, mais est contraint d'abandonner au cours des sélections américaines, à la suite d'une tendinite récurrente. En 1989, l'américain réalise successivement 13 s 20 lors du meeting de Berne, puis 13 s 24 à Grosseto et 13 s 27 à Rieti. Le 16 août 1989, Roger Kingdom améliore d'un centième de seconde le record du monde de Nehemiah qui tenait depuis près de huit années, en signant le temps de 12 s 92 lors du meeting de Zurich. De nouveau blessé au cours de la saison 1990, il est crédité de 13 s 19 l'année suivante, mais une nouvelle blessure lui fait mettre un terme définitif à sa carrière sportive.

## Retraite et reconversion
Après sa carrière, il devient manager d'athlète. C'est ainsi qu'il a été le représentant des athlètes Allen Johnson, Mark Crear et Justin Gatlin.

## Records
| N° | Épreuve          | Temps   | Date       | Année | Lieu     |
| -- | ---------------- | ------- | ---------- | ----- | -------- |
| 1. | 50 mètres haies  | 6 s 36  | 3 février  | 1979  | Edmonton |
| 2. | 55 mètres haies  | 6 s 89  | 20 janvier | 1979  | New York |
| 3. | 110 mètres haies | 13 s 16 | 14 avril   | 1979  | San José |
| 4. | 110 mètres haies | 13 s 00 | 6 mai      | 1979  | Westwood |
| 5. | 50 yd haies      | 5 s 98  |            | 1981  | Toronto  |
| 6. | 110 mètres haies | 12 s 93 | 19 août    | 1981  | Zurich   |
| 7. | 50 yd haies      | 5 s 92  |            | 1982  |          |
| 8. | 60 yd haies      | 6 s 82  | 30 janvier | 1982  | Dallas   |